# Энгельберт I (граф Нассау)
Энгельберт I фон Нассау (нидерл. Engelbrecht I van Nassau-Dillenburg, нем. Engelbert I von Nassau; около 1370[…], возможно Дилленбург[…] — 3 мая 1442[…], Бреда, Брабант[…]) — граф Нассау-Дилленбург из оттоновской линии Нассауского дома (1420—1442).

## Биография
Родился в Дилленбурге. Третий сын Иоганна I (1339—1416), графа Нассау-Дилленбурга (1350—1416), и графини Маргариты фон дер Марк (ум. 1409), дочери графа Адольфа II фон дер Марка (ум. 1347).
Учился в Кёльне, чтобы стать священником. В 1399—1404 годах — пробст собора в Мюнстере. Служил советником герцогов Брабанских Антуана и его сына Жана IV. Также играл важную роль в заключении брака в 1418 году между герцогом Жаном IV Брабантским и Жаклин Баварской, который в конце концов привел к возобновлению войны крючков и трески. После смерти Жана IV Брабантского около 1430 года поступил на службу к герцогу Бургундии Филиппу Доброму, присоединившему Брабантское герцогство к своим владениям.
В 1411 году купил Дриммелен, а в 1417 году унаследовал от своей родственницы Елизаветы Спанхейм графство Вианден с сеньориями Сен-Вит, Бютгенбах, Гримберген, Корруа, Фран и Лондерзел. Ему принадлежали Гертрейденберг, Нирваарт, Зюндерт, Принценхаге, Спрюндел, Кастрикюм, Монстер, Рейсвейк, Налдвейк и др.
Дед Энгельберта, Оттон II Нассау-Дилленбург (ок. 1305—1351), был женат на Адельгейде фон Вианден (1310—1376), дочери графа Филиппа II Виандена. Брат Адельгейды, Генрих II фон Вианден, скончался в 1337 году, оставив малолетнюю дочь Марию Вианден, которая позднее стала женой Саймона III Спанхейма. Титул графини Вианден унаследовала их дочь, Елизавета Спанхейм-Вианден (1376—1417), которая была дважды замужем, но не имела детей. После смерти Елизаветы в 1417 году графство Вианден перешло к Эгнельберту I фон Нассау.
Энгельберт I фон Нассау умер 3 мая 1442 года в Бреде. Ему наследовал старший сын, Иоганн IV (1410—1475).

## Семья и дети
1 августа 1403 года Энгельберт фон Нассау женился в Бреде на 11-летней Иоганне ван Поланен (1392—1445), дочери Иоганна III, сеньора Поланена (1340—1394), и графини Оды Зальм-Равенстейн (1370—1428). Иоганна фон Поланен владела поместьями в Голландии, Брабанте, Эно, Утрехте и Зеландии. Этот брак способствовал началу подъёма Нассауского дома в Нидерландах. У них было шестеро детей:
- Иоганн IV (1410—1475), преемник отца, граф Нассау-Бреда
- Генрих III (1414—1451), граф Нассау-Дилленбург
- Маргарита (род 1415), жена Дидерика, графа Сайна
- Вильгельм (род. 1416)
- Мария (род. 1418), муж — Иоганн II Нассау-Висбаден-Идштайн (1419—1480)
- Филипп (1420—1429).

Кроме того, у Энгельберта было двое внебрачных детей от неизвестных женщин:
- Маргарита ван Нассау, муж — Хьюго Wijnrix
- Иоганн ван Нассау, стюард в графстве Вианден. Родоначальник побочной ветви, угасшей в 1772 году.